# Hontanares de Eresma (kommunhuvudort)
Hontanares de Eresma är en kommunhuvudort i Spanien.   Den ligger i provinsen Provincia de Segovia och regionen Kastilien och Leon, i den centrala delen av landet, 80 km nordväst om huvudstaden Madrid. Hontanares de Eresma ligger 880 meter över havet och antalet invånare är 288.
Terrängen runt Hontanares de Eresma är huvudsakligen lite kuperad. Hontanares de Eresma ligger nere i en dal. Runt Hontanares de Eresma är det tätbefolkat, med 319 invånare per kvadratkilometer. Närmaste större samhälle är Segovia, 8,2 km sydost om Hontanares de Eresma. Trakten runt Hontanares de Eresma består till största delen av jordbruksmark.